# Thomas Sheraton

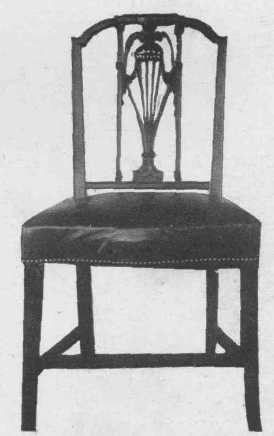
Silla estilo Sheraton con respaldo rectangular.

Thomas Sheraton (1751-1806) fue un ebanista inglés, uno de los tres grandes diseñadores de muebles en Inglaterra durante el siglo XVIII, junto a Thomas Chippendale y George Hepplewhite.

## Biografía
Sheraton nació en Stockton-on-Tees, Inglaterra. En su localidad fue aprendiz de un ebanista local y continuó trabajando como oficial hasta que se trasladó a Londres en 1790. Allí se estableció como profesional y profesor, enseñando perspectiva, arquitectura y construcción de muebles para artesanos. No se sabe cómo alcanzó el conocimiento o la fama para esta actividad, pero parece que llegó a disfrutar de un moderado éxito.
Comenzados en 1791, publicó en cuatro volúmenes "The Cabinet Maker's and Upholsterer's Drawing Book" (El libro de dibujo del constructor de muebles y del tapicero). Al menos seiscientos diseñadores de muebles se suscribieron a su libro y  tuvo una influencia inmediata sobre todo el país. Como en este periodo no tenía tienda propia, se cree que Sheraton nunca llegó a construir ninguna de las piezas que se muestran en su libro. Ninguna obra fue ejecutada directamente por él, así que una obra "de Sheraton" se refiere únicamente al diseño y no a la construcción de la misma.
También publicó en 1803, "The Cabinet Dictionary" y en 1805 el primer volumen de "Cabinet Maker, Upholsterer and General Artist's Encyclopaedia".

## Estilo
El nombre de Sheraton está asociado con el estilo de mueble que estuvo de moda entre 1790 y los primeros años del siglo XIX. Muchos de los diseños están basados en la arquitectura clásica, cuyo conocimiento era una parte esencial de la educación del diseñador. No todos los dibujos son de su propia creación; él reconoce que una parte proviene de obras realizadas en los talleres de práctica de los ebanistas, pero él era un magnífico dibujante y dio su nombre al estilo de una época.
Está basado en el estilo Luis XVI y el mueble estilo Sheraton tiene un aire ligero de líneas rectangulares, emplea maderas satinadas, caoba, sicómoro y palo de rosa para sus incrustaciones de marquetería, aunque también se usan acabados pintados y acabados de latón. Algunos de los elementos decorativos más usados son plumas, festones y cabezas de cordero. Sus sillas eran de barras rectas, respaldos poco decorados y patas delgadas, lisas o torneadas. Fue el estilo más reproducido en Estados Unidos durante el periodo federal. En muchos aspectos se corresponde con el estilo directorio, contemporáneo y dominante en Francia.
- Datos: Q945180
- Multimedia: Thomas Sheraton / Q945180